# Марс 1960А
«Марс 1960A» («Marsnik-1», «Корабль-4» и «Марс 1М» № 1) — советская автоматическая межпланетная станция. Часть программы 1М — первого поколения советских межпланетных станций для изучения Марса. Запущена 10 октября 1960 года ракетой-носителем Молния 8К78. Расчётная дата пролёта около Марса — 13 мая 1961 года. Из-за аварии ракеты-носителя не выведена на околоземную орбиту.

## Задачи и цели полёта
- Выведение аппарата на пролетную траекторию Марса.
- Поиск живых организмов.
- Исследование ионосферы, магнитосферы Марса.
- Получение изображений поверхности Марса с пролётных траекторий.
- Изучение межпланетного пространства между Землей и Марсом.

## Проектирование
Проектирование зонда и ракеты-носителя осуществлялось в 1958—1960 годы в ОКБ-1. Монтаж и сборка блоков выполнялись на Заводе № 88, окончательная сборка и испытания проводились на НИИП-5.

## Устройство аппарата
Космический аппарат практически идентичен по конструкции с космическим аппаратом «Венера-1». Корпус цилиндрической формы, высотой около двух метров. На корпусе смонтированы две панели солнечных батарей, антенна с высоким коэффициентом усиления диаметром 2,33 метра. Масса аппарата — 650 кг.
Энергия вырабатывается двумя панелями солнечных батарей и накапливается в серебряно-цинковых аккумуляторах.
Радиосвязь осуществляется передатчиком дециметрового диапазона через антенну с высоким коэффициентом усиления, при помощи него аппарат отправляет телеметрию и научные данные.
За наведение солнечных панелей на Солнце отвечает солнечный датчик.
Коррекцию траектории осуществляет двигатель, работающий на гептиле и азотной кислоте.
Полезная нагрузка — 10 кг научных приборов:
- магнитометр, закрепленный на штанге,
- прибор для регистрации космических лучей,
- радиометр,
- детектор микрометеоритов,
- спектральный рефлектометр для обнаружения группы CH с целью поиска признаков жизни на Марсе,
- фото-телевизионная камера.

Приборы установлены снаружи, на корпусе космического аппарата. Только фото-телевизионная камера установлена внутри герметичного отсека и делает снимки через иллюминатор.

## История полёта
На 300-й секунде полёта произошел отказ системы управления, приведший к отключению двигателей третьей ступени ракеты. Третья и четвёртая ступени с космическим аппаратом сгорели в атмосфере после отправки команды на самоуничтожение (324-я секунда полёта) сумев достичь высоты 120 км.